# Prosopis pubescens
El mezquite dulce o tornillo (Prosopis pubescens) es un pequeño árbol o arbusto nativo de las regiones áridas de México (Baja California, Chihuahua, Coahuila y Sonora) y el sudoeste de EE. UU. (de Texas a California).

## Descripción
Su tronco es pardo claro. Tiene hojas compuestas, y sus frutos, en legumbre, son comestibles y nutritivos. Se lo encuentra en cañadas y valles de desiertos. Alcanza hasta 8 m de altura.

## Como alimento
La legumbre del mezquite dulce es un tradicional alimento nativo estadounidense. Usada como alimento de subsistencia por centurias por los caminantes del desierto, es un alimento altamente proteico, con buena cantidad de calcio, magnesio, potasio, hierro y cinc, y rico en el aminoácido lisina. La legumbre del mezquite dulce es alta en fibra, moderada en azúcar, y con 8 % de proteína.

### Valor nutricional aproximado del polvo de la legumbre del mezquite dulce
- Proteína: 16 %
- Lípidos: 3,4 %
- Calorías: 380/100 g
- Fibra: 36 %

Minerales, por cada 100 g:
- Bario: 3,7 mg
- Boro: 3,2 mg
- Calcio: 520 mg
- Cromo: 0,12 mg
- Cobalto: 0,03 mg
- Cobre: 0,8 mg
- Hierro: 18 mg
- Magnesio: 140 mg
- Manganeso: 2,3 mg
- Molibdeno: 0,05 mg
- Fósforo: 215 mg
- Potasio: 1712 mg
- Sodio: 12 mg
- Azufre: 222 mg
- Zinc: 3 mg

## Fotos

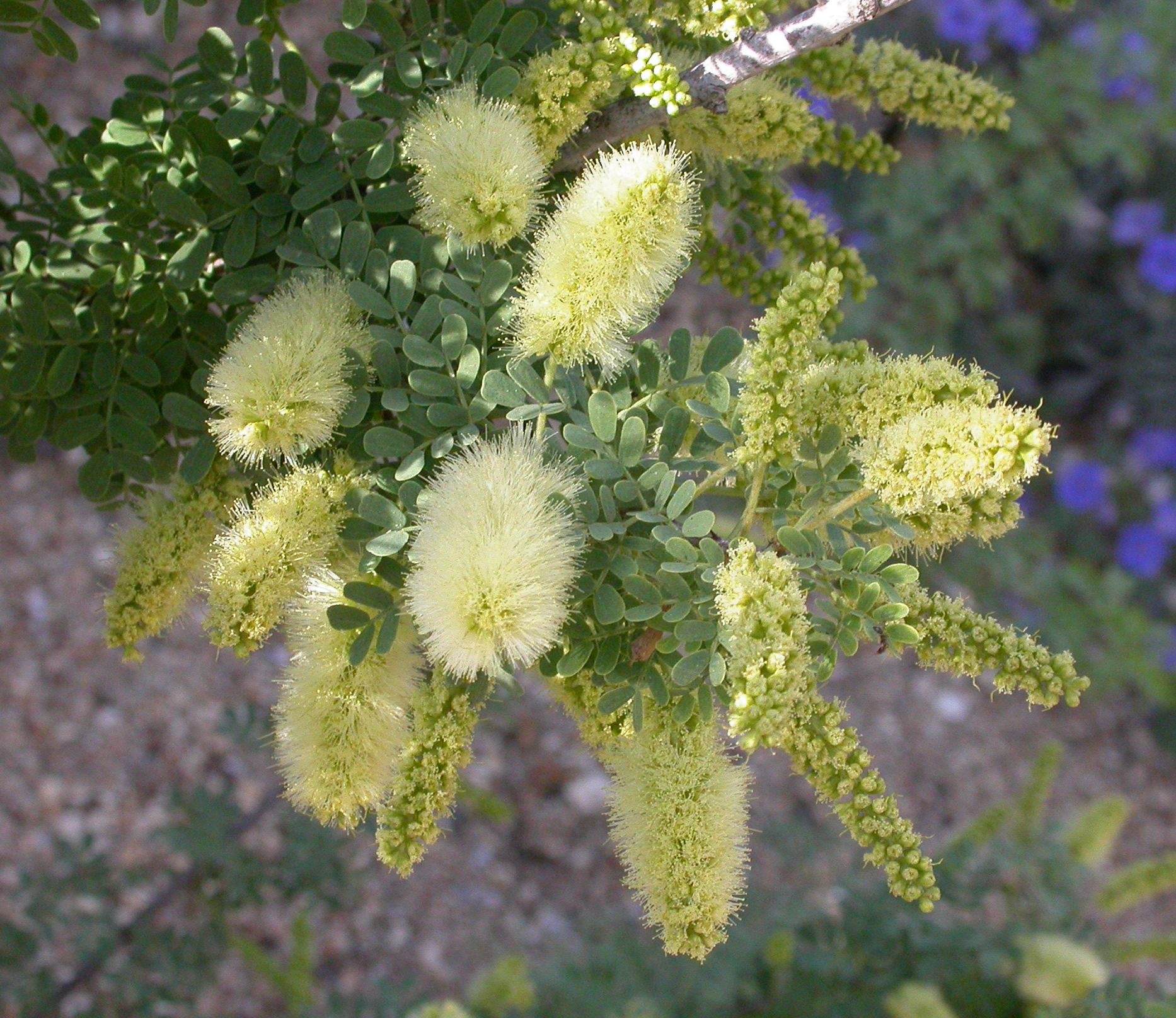
Flores
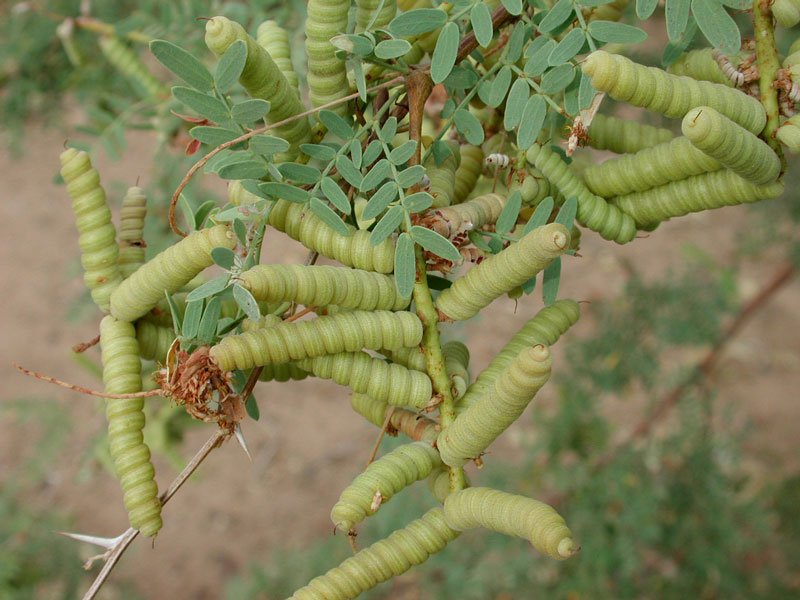
Fruto
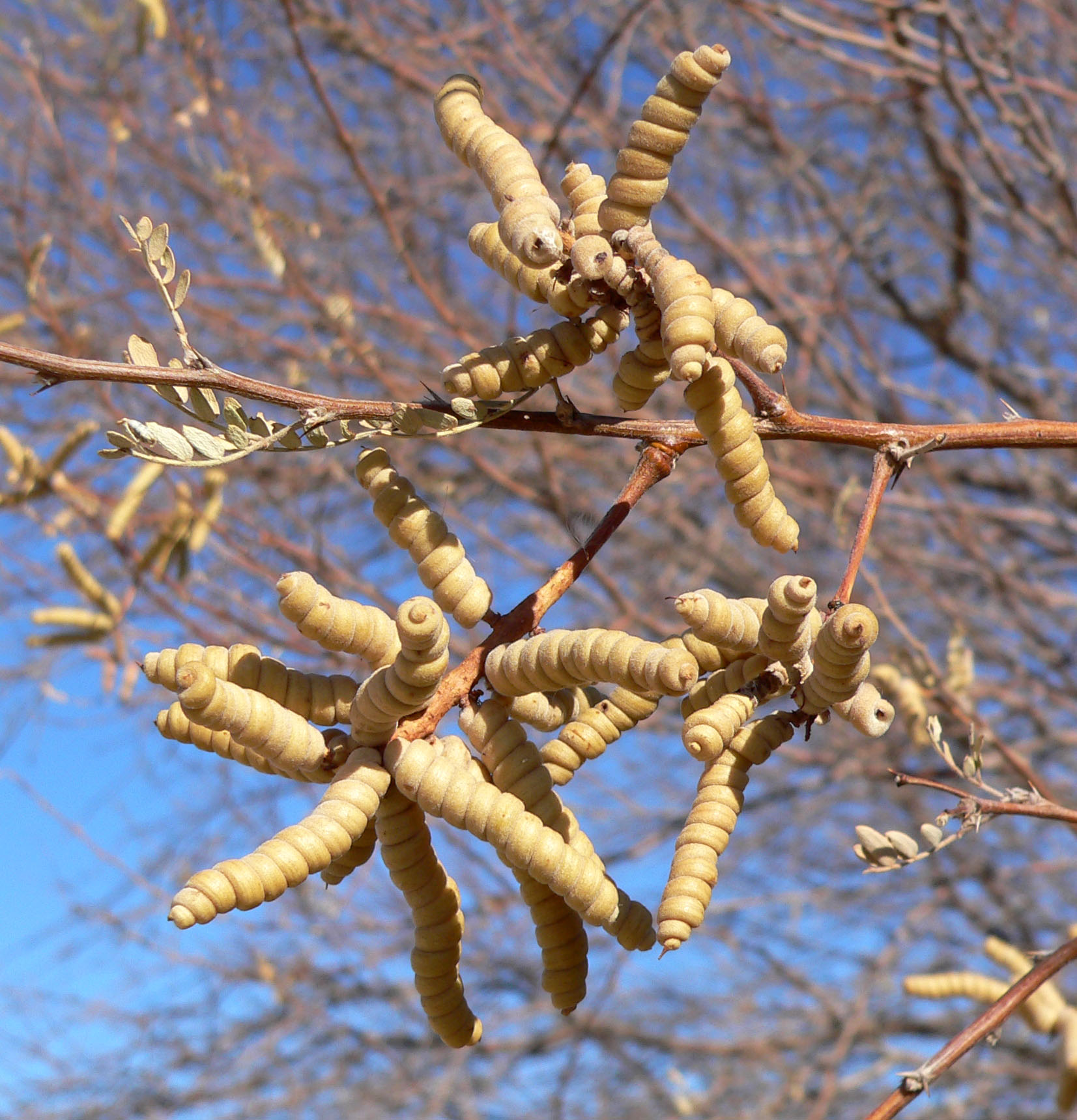
Fruto en diciembre